# Palazzo di Malta
Der Palazzo di Malta in Rom, auch Palazzo Magistrale oder Palazzo dell’Ordine di Malta genannt, ist seit 1834 einer der beiden Hauptsitze des Souveränen Malteserordens. Er befindet sich in der Via dei Condotti 68 und hat seit 1869 exterritorialen Status. Der zweite Hauptsitz ist die Villa del Priorato di Malta auf dem Aventin an der Piazza dei Cavalieri di Malta 4.

## Nutzung
Der Malteserorden erhielt den Palast 1629 durch Antonio Bosio, einen römischen Gelehrten. Seit 1834 ist er das Regierungsgebäude des Malteserordens. Das Gebäude beherbergte bis 1834 die Botschaft des Malteserordens beim Heiligen Stuhl.  Heute befinden sich große Teile der Regierung und Administration des Ordens, auch der Sitz des Großmeisters des Ordens, in dem Gebäude.

### Baugeschichte
Der Palazzo di Malta wurde im 17. Jahrhundert aus Werkstein gebaut und ist mit Gesims versehen. Zwischen 1889 und 1894 wurde das Gebäude renoviert und umgebaut. Im Innenhof befindet sich ein Pflaster mit einem großen Malteserkreuz.

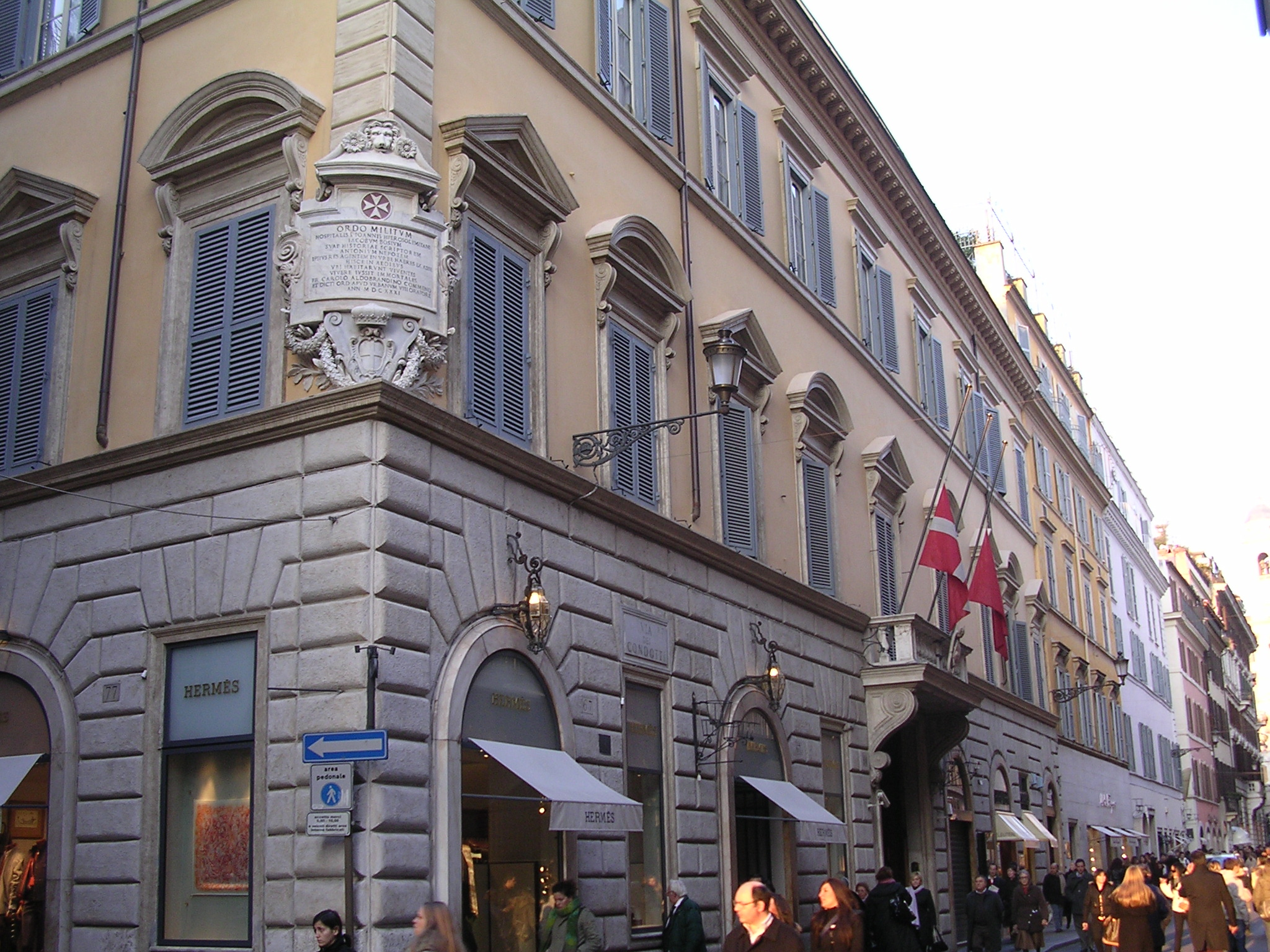
Ordenssitz
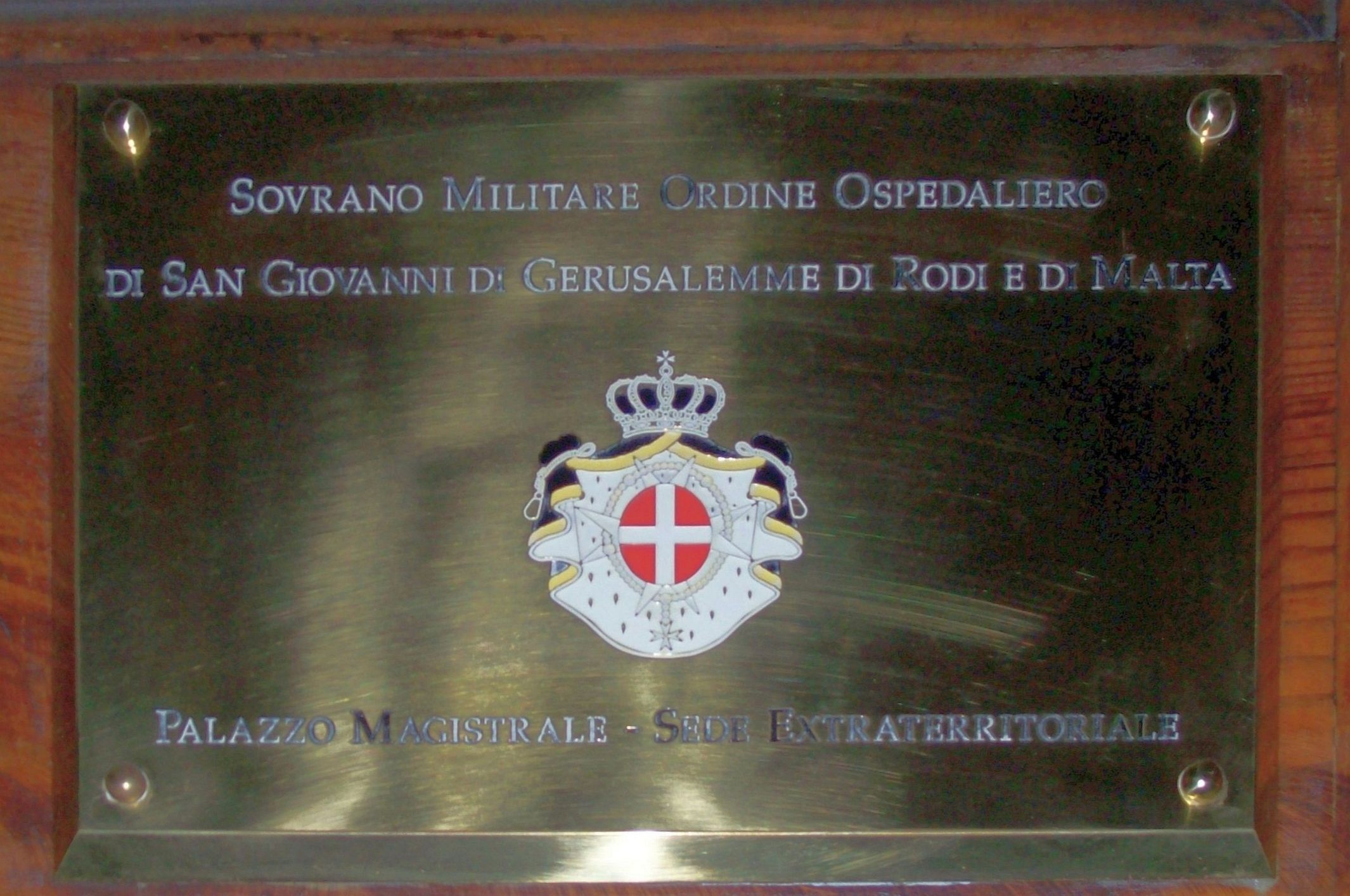
Türschild
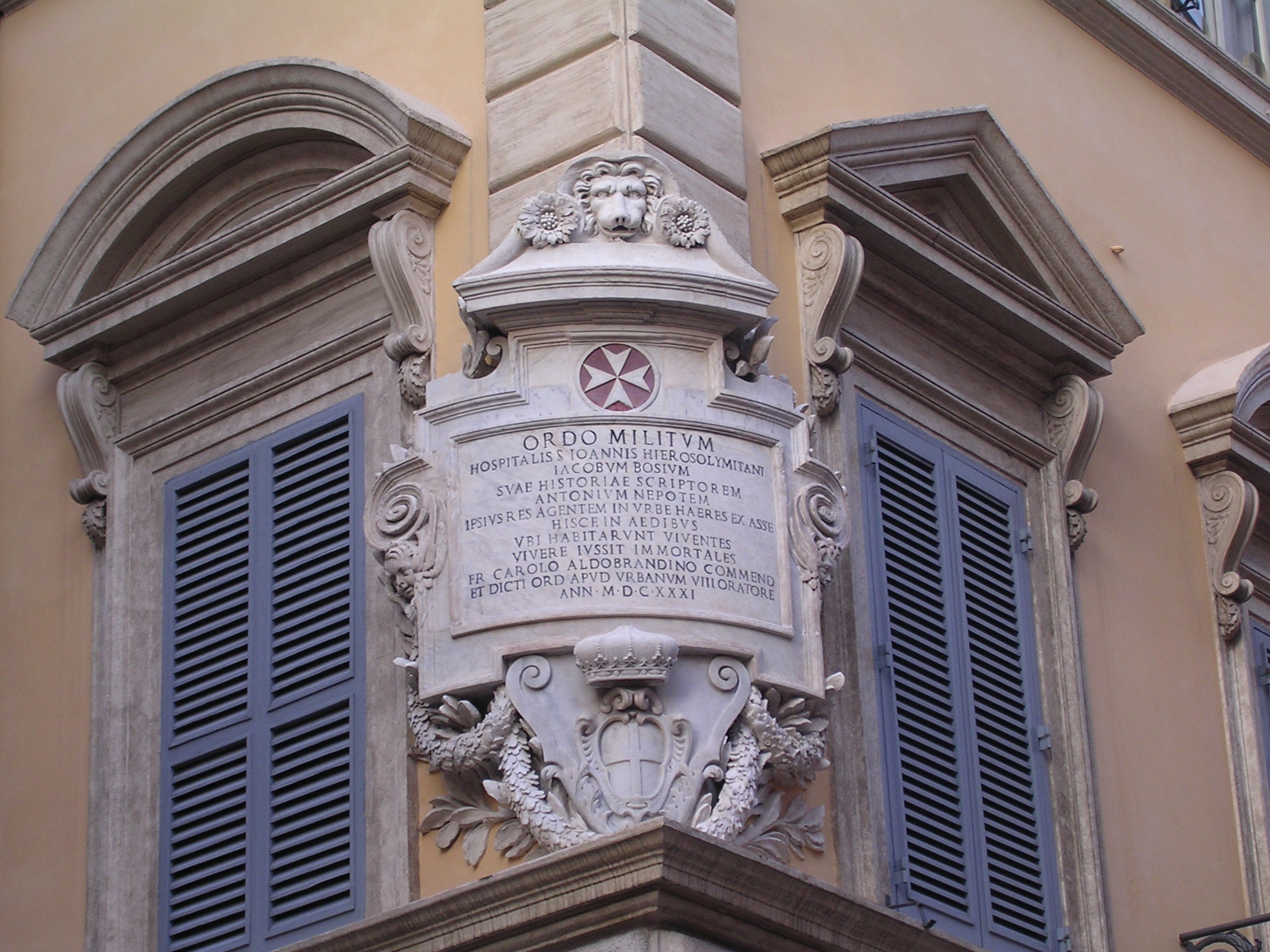
Detailansicht
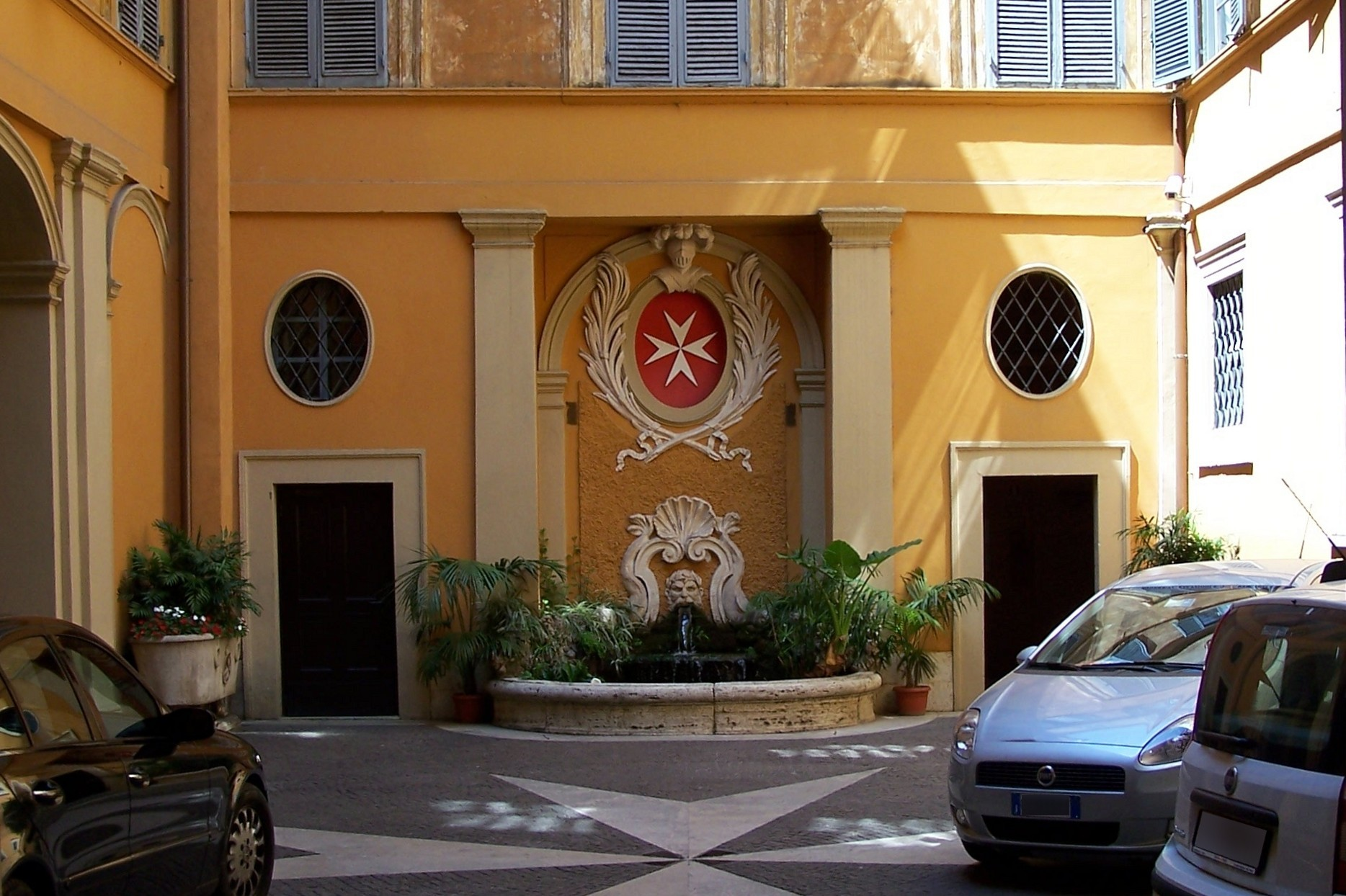
Innenhof mit Brunnen